# Сибирёв, Владимир Петрович
Влади́мир Петро́вич Сибирёв (27 июня 1927, Свердловск — 3 декабря 1995, Екатеринбург) — советский поэт и журналист. Участник Великой Отечественной войны.

## Биография
Родился 27 июня 1927 года на южной окраине Екатеринбурга-Свердловска, в посёлке Уктус, в семье железнодорожного мастера. Семья жила в избе-пятистенке на берегу речки Уктус (ныне Патрушиха).
Когда началась Великая Отечественная война, отец – Пётр Петрович – был переведён в Сысертский район Свердловской области для строительства железнодорожной ветки к мельзаводу, а старший брат Александр добровольцем ушёл на фронт.
Володя после 7-го класса средней школы № 32 поступил в Свердловскую спецшколу ВВС № 11. Окончив 9-й класс спецшколы, отправился на Черноморский флот, но по возрасту не был принят на службу – к тому времени ему не исполнилось и шестнадцати лет.
Летом 1944 года поступил в Военно-морское медицинское училище и в сентябре того же года принял военную присягу. Училище находилось в недавно освобождённой от гитлеровцев Одессе. Моряки, рискуя жизнями, ежедневно выходили в Чёрное море на боевое траление минных заграждений. Был среди них и Владимир Сибирёв, проходивший на тральщике первую боевую практику. В одном из выходов в море он был ранен, к счастью, легко. Вторую морскую практику проходил на линейном корабле «Севастополь».
После окончания училища В. П. Сибирёв в звании младшего лейтенанта медицинской службы служил в морской пехоте и на базе подводного флота в Балаклаве. В 1949 году переведён на Дальний Восток в парашютно-десантную часть. В запас уволился в 1951-м и вернулся в Свердловск.
Будучи студентом юрфака Пермского университета, Владимир Сибирёв подрабатывал на станции скорой медицинской помощи и судовым медиком на Каме. В 1957 году с отличием окончил Свердловский юридический институт имени А. Я. Вышинского. Через год женился на Вере Васильевне Несмеловой (после замужества – Сибирёва). Работал следователем в милиции, но его больше привлекала журналистика. С 1959 года – литсотрудник в редакциях газет, редактор отдела журнала «Уральские нивы». С сентября 1983-го – редактор молодёжного литературного объединения при газете «На смену!».
Владимир Петрович Сибирёв являлся членом Союза журналистов СССР и членом Союза писателей СССР. Умер 3 декабря 1995 года. Похоронен на Западном кладбище Екатеринбурга.

### Творчество
Первые свои стихи Владимир Сибирёв опубликовал в 1960 году, а дебютная книга стихов «Утренний дождь» издана в 1967-м. В общей сложности является автором двенадцати книг. Его произведения публиковались в десятках поэтических сборников, в еженедельниках «Литературная газета» и «Литературная Россия», в альманахе «Поэзия», в журналах «Пионер», «Советский воин», «Крокодил», «Урал», «Уральский следопыт», «Молот», «Сибирские огни». Стихи переведены на украинский и удмуртский языки.
В 1962-м Владимир Сибирёв был принят в члены Союза журналистов СССР, а в 1977-м – в члены Союза писателей СССР.
В творчестве Владимира Петровича выделяется тема рабочего Урала, а также морская и авиационная темы. В своих детских книгах он знакомит маленьких читателей с природой и рабочими людьми. Прямота и точность суждений, верность исповедуемым принципам – всё это, свойственное натуре Владимира Петровича, присутствует и в его стихах.
В 1973 году, к 250-летию Свердловска, Средне-Уральское книжное издательство выпустило книгу «Стихи о Свердловске», куда вошло и стихотворение В. П. Сибирёва «Исетские якоря». Книга полвека находилась в капсуле времени на Плотинке в Историческом сквере Екатеринбурга и была подарена городу в его 300-летний юбилей.

## Семья
- Жена – Вера Васильевна Сибирёва (1929–2020), библиотекарь, детская писательница, фольклорист, краевед.
- Дочь – Светлана Владимировна Сибирёва (1959–2016), инженер-конструктор на НПО "Вектор".
- Внучка – Елена Блюдова.

### Книги
- Утренний дождь : Лирика. – Свердловск : Сред.-Уральское кн. изд-во, 1967. – 52 с.
- Полустанок : Лирика. – Свердловск: Сред.-Урал.. кн. изд-во, 1971. – 55 с.
- Исетские якоря : Лирика. – Свердловск: Сред.-Урал. кн. изд-во, 1977. – 56 с.
- Республика крылатых : Стихи. – Челябинск, 1977. – 30 с.
- Журавль в небе : Стихи. – Свердловск: Сред.-Урал., кн. изд-во, 1981. – 79 с.
- Птичья столовая : Стихи. – Свердловск: Сред.-Урал. кн. изд-во, 1984. – 16 с.
- Порт приписки : Стихи. – Свердловск: Сред.-Урал. кн. изд-во, 1986. – 78 с.
- Осенний караван : Стихи. – Екатеринбург : Банк культурной информ., 2003. – 150 с.